# Ange Kouame
Kakou Ange Franck Williams Kouame, detto Angelo (Abidjan, 15 dicembre 1997), è un cestista ivoriano naturalizzato filippino.

## Biografia
Kouame nasce ad Abidjan, in Costa d'Avorio. Inizia prima a giocare a calcio e poi scopre la passione per la pallacanestro grazie al padre.
Si trasferisce nelle Filippine sotto il consiglio di un amico e si iscrive all'Università Ateneo de Manila come studente-atleta.

## Carriera
Dopo aver guidato gli Ateneo Blue Eagles a due titoli universitari consecutivi ed aver vinto il premio di MVP nella stagione 2021-22 e MVP delle Finals nella stagione 2022-23, Kouame firma il suo primo contratto da professionista con l'UB Chartres Métropole, squadra militante nella terza categoria del campionato francese.
Si unisce nel 2024 ai Meralco Bolts per giocare con loro in East Asia Super League.

### Nazionale
Riceve la cittadinanza filippina nel maggio del 2021 e viene convocato dalla nazionale asiatica un mese più tardi, in vista delle qualificazioni ai Campionati asiatici del 2022.
Con le Filippine disputa il Campionato preolimpico del 2021, le qualificazioni ai Campionati mondiali del 2023 e ai Giochi asiatici del 2023.
Inccluso nel roster iniziale per il mondiale 2023, non viene tuttavia scelto nel roster finale dall'allenatore Chot Reyes che ha preferito convocare Jordan Clarkson come unico giocatore naturalizzato.